# Ширингушское сельское поселение
Ширингушское се́льское поселе́ние — муниципальное образование в Зубово-Полянском районе Мордовии Российской Федерации.
Административный центр — село Ширингуши.

## История
Статус и границы сельского поселения установлены Законом Республики Мордовия от 7 февраля 2005 года № 12-З «Об установлении границ муниципальных образований Зубово-Полянского муниципального района, Зубово-Полянского муниципального района и наделении их статусом сельского поселения, городского поселения и муниципального района».

## Население
| 2002  | 2010  | 2012  | 2013  | 2014  | 2015  | 2016  |
| ----- | ----- | ----- | ----- | ----- | ----- | ----- |
| 2424  | ↘2100 | ↘2028 | ↘2005 | ↘1937 | ↘1935 | ↘1884 |
| 2017  | 2018  | 2019  | 2020  | 2021  |       |       |
| ↘1851 | ↗1933 | ↘1924 | ↘1841 | ↗1884 |       |       |

## Состав сельского поселения
| № | Населённый пункт | Тип населённого пункта       | Население |
| - | ---------------- | ---------------------------- | --------- |
| 1 | Ширингуши        | село, административный центр | ↗1884     |